# Stvarno lastno ime
Stvarna lastna imena spadajo v skupino lastnih imen (poleg osebnih in zemljepisnih lastnih imen). Zaznamujejo posamezne knjige, besedila, kipe in druga umetnostna dela, organizacije, ustanove, podjetja, lokale, nekatera vozila, industrijske znamke ipd. Lahko so enobesedna ali večbesedna (slednja pa enodelna ali večdelna), glede na to pa se razlikuje tudi njihov zapis; enobesedna stvarna lastna imena pišemo z veliko začetnico, pri večbesednih stvarnih lastnih imenih pa pišemo neprvo besedo z veliko začetnico le, če je sama po sebi lastno ime.

### Pomenske skupine
Glede na rabo stvarnih lastnih imen Pravopis 2002 loči devet pomenskih skupin.

#### 1. Imena in naslovi stvaritev
V to pomensko skupino spadajo:
- knjige in knjižne zbirke (npr. Požganica, Slovenski biografski leksikon, Enciklopedija Slovenije),
- časopisi in druga glasila (npr. Delo, Primorski dnevnik, Večer, Slavistična revija),
- časopisne in druge rubrike, poglavja (npr. Šport in šah, Spremna beseda, V nedeljo zvečer, Val 202),
- umetnostna in neumetnostna besedila (npr. Brižinski spomeniki, Stiški rokopis, Ustava Republike Slovenije, Zakon o raziskovalni dejavnosti),
- filmi (npr. Idealist, Na svoji zemlji, Oblaki so rdeči, Pokliči me po svojem imenu),
- skladbe (npr. Ogrska rapsodija, Jadra, Vrhovi),
- kipi in slike (npr. Mislec, Pietà, Žalostna Mati božja, Deček s piščalko),
- arhitekturne stvaritve (npr. Kazinska dvorana, Festivalna dvorana, Arkade),
- prireditve, festivali (npr. Zlata lisica, Liffe).

#### 2. Imena organizacij in družbenih teles
V to pomensko skupino spadajo:
- družbene in politične organizacije, gospodarska združenja, zveze, stranke, verske skupnosti ipd. (npr. Rdeči križ Slovenije, Unesco, Gospodarska zbornica Slovenije, Slovenska ljudska stranka, Osvobodilna fronta, Slovenska kulturno-gospodarska zveza, Študentska organizacija Univerze v Ljubljani),
- vojaške organizacije (npr. Rdeča armada, Pohorski bataljon),
- skladi (npr. Mednarodni denarni sklad),
- društva, družbe (npr. Društvo slovenskih pisateljev, Slavistično društvo Slovenije),
- umetnostne, športne in podobne skupine (npr. Slovenski oktet, Neodvisni).

#### 3. Imena delovnih skupnosti
V to pomensko skupino spadajo:
- delovne organizacije, podjetja in delniške družbe (npr. Tovarna dekorativnih tkanin, Industrija usnja Vrhnika, Iskra, Ljubljanska banka),
- zavodi in ustanove (npr. Klinični center Ljubljana, Vzgojno-varstvena organizacija Najdihojca, Osnovna šola Franceta Bevka, Vzgojno-izobraževalni center za gradbeništvo).

#### 4. Imena oddelkov ustanov in nesamostojnih delovnih organizacij
V to pomensko skupino spadajo npr. Otroški dispanzer, Oddelek za slovanske jezike in književnosti (FF), Inštitut za slovenski jezik Frana Ramovša (ZRC), Oddelek za komercialni tisk (MK).
Pri tej kategoriji pa je nekaj posebnosti. Prva je, da imena nesamostojnih organizacijskih enot pišemo veliko začetnico samo, če gre za uradne naslove; če so v takih naslovih tudi imena samostojnih organizacij, ustanov ipd., se začenjajo z veliko začetnico (npr. Oddelek za gozdarstvo Biotehniške fakultete v Ljubljani). Druga posebnost pa je ta, da kadar se v govoru in pisanju ne nanašamo na ime organizacije ali ustanove, temveč samo na njeno vrsto, le-to pišemo z malo začetnico (npr.: Študira na univerzi v Mariboru, ne v Ljubljani.).

#### 5. Imena (samo)upravnih enot
V to pomensko skupino spadajo npr. Občina Domžale, Krajevna skupnost Brinje, Vlada Republike Slovenije, Mestni svet, Občinski svet Občine Medvode.

#### 6. Imena meddržavnih zvez
V to pomensko skupino spadata npr. Varšavski pakt, Evropska zveza.

#### 7. Imena posameznih vozil
V to pomensko skupino spadajo npr. Galeb, Raziskovalec 1, Modri vlak.

#### 8. Imenovalni prilastki k vrstnim imenom tehničnih izdelkov in trgovinskih znamk
V to pomensko skupino spadajo npr. pisalni stroj Olivetti, gramofon Melodija, zobna krema Kalodont.

#### 9. Latinska ali polatinjena imena živalskih in rastlinskih vrst
V to pomensko skupino spada npr. Gyromitra esculenta – pomladanski hrček.

### Zapis zdravil, farmacevtskih izdelkiov in bolezni
Imena zdravil in farmacevtskih izdelkov vedno pišemo z malo začetnico (npr. aspirin, lekadol, naprosyn). Tudi imena bolezni pišemo z malo začetnico (npr. angina, viroza, pljučnica), razen, če je v poimenovanju lastno ime. V tem primeru se lahko sklicujemo na dve pravopisni pravili:
1. Svojilni pridevniki, izpeljani iz lastnih imen, se pišejo z veliko začetnico takrat, kadar zaznamujejo duhovno last. Po tem pravilu bi zapisali npr. Downov sindrom, Alzheimerjeva bolezen, Parkinsonova bolezen.
2. Pridevnike, ki se končajo na -in, -ov, -ev ter so izpeljani iz lastnih imen, je priporočljivo pisati z malo začetnico, saj ne zaznamujejo vedno svojine, temveč tudi vrsto. Po tem pravilu bi zapisali npr. downov sindrom, alzheimerjeva bolezen, parkinsonova bolezen.

Ker se poimenovanje bolezni nanaša na njihovo vrsto (kljub temu, da so poimenovane po osebah), jih je priporočljivo pisati z malo začetnico.

### Zapis nagrad, trofej in iger
Poimenovanja nagrad, trofej, odlikovanj ipd. pišemo z malo začetnico (npr. olimpijska medalja, plaketa mesta Ljubljane, oskar), razen, če se začenjajo s svojilnim pridevnikom lastnega imena (npr. Karađorđeva zvezda, Boršnikov prstan).
Tudi imena iger pišemo z malo začetnico (npr. človek, ne jezi se, dama, šah), odprto pa ostaja vprašanje o tem, kako pisati lastna imena v imenih iger; tu se nagibamo k pravilu pravopisa, ki dovoljuje zapis lastnih imen v poimenovanjih iger z veliko začetnico (npr. črni Peter). Od navedenih poimenovanj pa moramo ločiti imena izdelkov oz. blagovnih znamk, ki jih moramo v posebnih okoliščinah pisati v skladu z Zakonom o industrijski lastnini (npr. Activity, Moja Slovenija, Lego).